# Monecphora pseudoflavopicta
Monecphora pseudoflavopicta är en insektsart som beskrevs av Victor Lallemand 1938. Monecphora pseudoflavopicta ingår i släktet Monecphora och familjen spottstritar. Inga underarter finns listade i Catalogue of Life.